# Thecadactylus
Thecadactylus is een geslacht van hagedissen die behoren tot de gekko's en de familie Phyllodactylidae.

## Naam en indeling
De wetenschappelijke naam van de groep werd voor het eerst voorgesteld door Georg August Goldfuss in 1820. Er zijn drie soorten, inclusief de pas in 2011 beschreven soort Thecadactylus oskrobapreinorum.
De geslachtsnaam Thecadactylus betekent vrij vertaald 'envelop-vingerigen' en slaat op het omhulsel om de klauwen aan de vingers en tenen.

## Verspreiding en habitat
De gekko's komen voor in delen van Midden- en Zuid-Amerika en leven in de landen Mexico, Belize, Guatemala, Honduras, Nicaragua, Costa Rica, Panama, Trinidad, Tobago, Antillen, Colombia, Ecuador, Frans-Guyana, Suriname, Guyana, Venezuela, Brazilië, Peru en Bolivia.
De habitat bestaat uit vochtige tropische en subtropische bossen, zowel in laaglanden als in bergstreken, droge tropische en subtropische bossen en vochtige savannes. Ook in door de mens aangepaste streken zoals plantages, landelijke tuinen, stedelijke gebieden en aangetaste bossen kunnen de hagedissen worden gevonden.

## Beschermingsstatus
Door de internationale natuurbeschermingsorganisatie IUCN is aan alle soorten een beschermingsstatus toegewezen. Twee soorten woerden beschouwd als 'veilig' (Least Concern of LC) en een soort als 'onzeker' (Data Deficient of DD).

## Soorten
Het geslacht omvat de volgende soorten, met de auteur en het verspreidingsgebied.
| Naam                           | Auteur                   | Verspreidingsgebied |
| ------------------------------ | ------------------------ | --- |
| Thecadactylus oskrobapreinorum | Köhler & Vesely, 2011    | Nederlandse Antillen (Sint-Maarten) |
| Thecadactylus rapicauda        | Houttuyn, 1782           | Mexico, Belize, Guatemala, Honduras, Nicaragua, Costa Rica, Panama, Trinidad, Tobago, Antillen, Colombia, Ecuador, Frans-Guyana, Suriname, Guyana, Venezuela, Brazilië |
| Thecadactylus solimoensis      | Bergmann & Russell, 2007 | Ecuador, Peru, Bolivia, Brazilië, Colombia |